# Чемпіонат світу з трекових велоперегонів 2016 — командна гонка переслідування (чоловіки)
Змагання в командній гонці переслідування серед чоловіків на Чемпіонаті світу з трекових велоперегонів 2016 відбулись 2 і 3 березня. У фіналі за золоту медаль Австралія перемогла Велику Британію.

## Результати

### Кваліфікація
Кваліфікація розпочалась 2 березня о 13:00.
| Місце | Спортсмени                                                                 | Країна          | Час      | Відставання | Примітки |
| ----- | -------------------------------------------------------------------------- | --------------- | -------- | ----------- | -------- |
| 1     | Джонатан Діббен Стівен Берк Овейн Дал Бредлі Віґґінз                       | Велика Британія | 3:55.664 |             | Q        |
| 2     | Сем Велсфорд Майкл Хепберн Александер Портер Майлс Скотсон                 | Австралія       | 3:55.867 | +0.203      | Q        |
| 3     | Аарон Гейт Пітер Буллінг Ділан Кеннетт Ніколас Кергозу                     | Нова Зеландія   | 3:57.050 | +1.386      | Q        |
| 4     | Елія Вівіані Ліам Бертаццо Сімоне Консонні Франческо Ламон                 | Італія          | 3:57.800 | +2.136      | Q        |
| 5     | Лассе Норман Гансен Фредерік Мадсен Расмус Квааде Каспер фон Фолсаш        | Данія           | 3:59.196 | +3.532      | Q        |
| 6     | Лайф Лампатер Нільс Шомбер Керстен Тіле Доменік Вайнштайн                  | Німеччина       | 4:00.127 | +4.463      | Q        |
| 7     | Сергій Шилов Дмитро Соколов Дмитро Страхов Кирил Свєшніков                 | Росія           | 4:00.812 | +5.148      | Q        |
| 8     | Діон Бойкебом Рой Ефтінг Вім Струтінга Жан-Віллем ван Схіп                 | Нідерланди      | 4:01.847 | +6.163      | Q        |
| 9     | Олів'є Бер Сільван Дільє Франк Паше Тері Шир                               | Швейцарія       | 4:02.066 | +6.402      |          |
| 10    | Фань Ян Лю Хао Цінь Чженьлу Шень Пінань                                    | Китай           | 4:03.900 | +8.236      |          |
| 11    | Бенжамін Томас Томас Деніс Жульєн Дюваль Флоріан Метр                      | Франція         | 4:05.102 | +9.438      |          |
| 12    | Адам Джеймісон Шон Маккіннон Ремі Пеллетьє-Рой Ед Віл                      | Канада          | 4:05.641 | +9.977      |          |
| 13    | Хуліо Аморес Ксав'єр Каньєллас Вісенте Гарсія де Матеос Ілларт Зуазубіскар | Іспанія         | 4:09.909 | +14.245     |          |
| 14    | Віталій Гринів Роман Гладиш Владислав Кремінський Тарас Шевчук             | Україна         | 4:13.977 | +18.313     |          |

### Перший раунд
Переможці перших двох заїздів виходять у фінал. Після цього на основі результатів визначаються пари в боротьбі за місця. Початок 3 березня о 15:34.
| Місце     | Ім'я                                                                | Країна          | Час      | Відставання |
| --------- | ------------------------------------------------------------------- | --------------- | -------- | ----------- |
| 1 проти 4 |                                                                     |                 |          |             |
| 1         | Стівен Берк Овейн Дал Енді Теннант Бредлі Віґґінз                   | Велика Британія | 3:54.267 |             |
| 2         | Ліам Бертаццо Сімоне Консонні Франческо Ламон Мікеле Скартецціні    | Італія          | 3:58.902 | +4.635      |
| 2 проти 3 |                                                                     |                 |          |             |
| 1         | Сем Велсфорд Люк Девісон Майкл Хепберн Майлс Скотсон                | Австралія       | 3:54.029 |             |
| 2         | Аарон Гейт Пітер Буллінг Ділан Кеннетт Марк Раян                    | Нова Зеландія   | 4:00.280 | +6.251      |
| 5 проти 8 |                                                                     |                 |          |             |
| 1         | Лассе Норман Гансен Ніклас Ларсен Фредерік Мадсен Каспер фон Фолсаш | Данія           | 3:54.940 |             |
| 2         | Діон Бойкебом Рой Ефтінг Вім Струтінга Жан-Віллем ван Схіп          | Нідерланди      | 4:01.651 | +6.711      |
| 6 проти 7 |                                                                     |                 |          |             |
| 1         | Олександр Сєров Сергій Шилов Дмитро Соколов Кирил Свєшніков         | Росія           | 3:59.921 |             |
| 2         | Тео Рейнхардт Нільс Шомбер Керстен Тіле Доменік Вайнштайн           | Німеччина       | 4:00.032 | +0.111      |

### Фінали
Фінали розпочались 3 березня о 21:45.
| Місце                    | Ім'я                                                                | Країна          | Час      | Відставання |
| ------------------------ | ------------------------------------------------------------------- | --------------- | -------- | ----------- |
| Заїзд за золоту медаль   |                                                                     |                 |          |             |
| 1                        | Сем Велсфорд Майкл Хепберн Каллум Скотсон Майлс Скотсон             | Австралія       | 3:52.727 |             |
| 2                        | Джонатан Діббен Едвард Кленсі Овейн Дал Бредлі Віґґінз              | Велика Британія | 3:53.856 | +1.129      |
| Заїзд за бронзову медаль |                                                                     |                 |          |             |
| 3                        | Лассе Норман Гансен Ніклас Ларсен Фредерік Мадсен Каспер фон Фолсаш | Данія           | 3:55.936 |             |
| 4                        | Елія Вівіані Ліам Бертаццо Сімоне Консонні Філіппо Ганна            | Італія          | 3:58.262 | +2.326      |
| Заїзд за п'яте місце     |                                                                     |                 |          |             |
| 5                        | Олександр Сєров Сергій Шилов Дмитро Соколов Кирил Свєшніков         | Росія           | 3:59.833 |             |
| 6                        | Лайф Лампатер Тео Рейнхардт Нільс Шомбер Керстен Тіле               | Німеччина       | 4:01.725 | +1.912      |
| Заїзд за сьоме місце     |                                                                     |                 |          |             |
| 7                        | Аарон Гейт Пітер Буллінг Ділан Кеннетт Ніколас Кергозу              | Нова Зеландія   | 3:55.875 |             |
| 8                        | Рой Ефтінг Вім Струтінга Йост ван дер Бург Жан-Віллем ван Схіп      | Нідерланди      | 4:03.486 | +7.611      |